# Fovlum Sogn
Fovlum Sogn er et sogn i Vesthimmerlands Provsti (Viborg Stift).
I 1800-tallet var Fovlum Sogn anneks til Ullits Sogn. Begge sogne hørte til Gislum Herred i Aalborg Amt. Ullits-Fovlum sognekommune indgik ved kommunalreformen i 1970 i Farsø Kommune, der ved strukturreformen i 2007 indgik i Vesthimmerlands Kommune.
I Fovlum Sogn ligger Fovlum Kirke.
I sognet findes følgende autoriserede stednavne:
- Amager (bebyggelse)
- Dollerup (bebyggelse, ejerlav)
- Fovlum (bebyggelse, ejerlav)
- Stistrup (bebyggelse, ejerlav)
- Stistrup Møllebæk (vandareal)
- Ullits Stationsby (bebyggelse)